# Marek Štěch

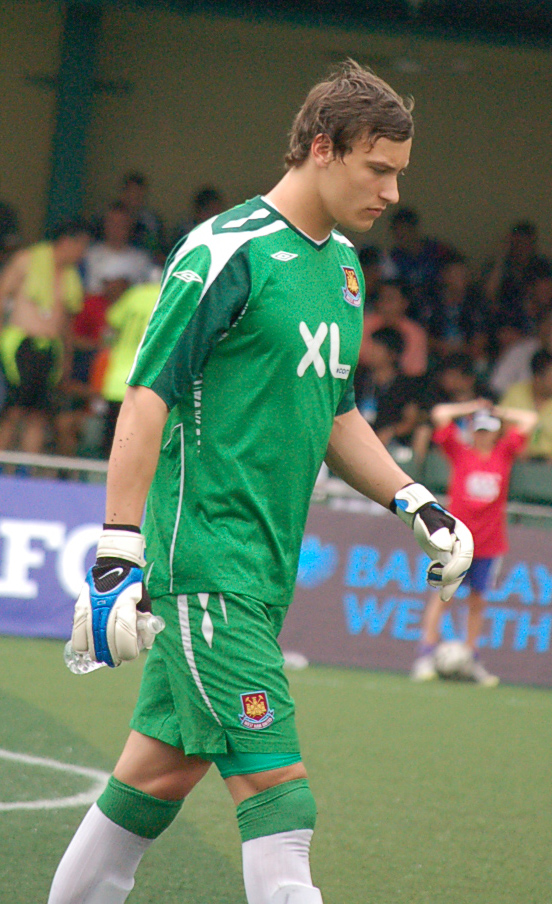
Marek Štěch v dresu West Hamu (2008)

Marek Štěch (* 28. ledna 1990 Praha) je český fotbalový brankář a bývalý reprezentant naposledy hrál za Mansfield Town FC. Mimo Českou republiku působil na klubové úrovni v Anglii.

## Klubová kariéra
Marek Štěch se narodil 28. 1. 1990 v Praze. Počátky kariéry prožil v mládežnických týmech Sparty Praha. V roce 2006 ze Sparty v 16 letech odešel poté, co mu nabídl angažmá West Ham United FC hrající anglickou Premier League. V roce 2009 hostoval v klubech Wycombe Wanderers FC a AFC Bournemouth, avšak ani zde se proti zkušenějším brankářům neprosadil.

### West Ham United
V letním přestupovém období podepsal Marek smlouvu, kterou mu nabídl slavný londýnský klub, jako velká česká fotbalová naděje. Nastupoval však jen v mládežnických týmech West Hamu a posléze v rezervním družstvu. V červenci 2008 prodloužil kontrakt na dobu dalších pěti let a byl určen prvním náhradním brankářem. Po hostování v týmech Wycombe Wanderers FC a AFC Bournemouth si odbyl premiéru v dresu West Hamu proti Oxford United FC v ligovém poháru. Pozici jedničky si ovšem nikdy nezískal a po působení v Yeovil Townu či v Leytonu odchází po sezóně 2011/12 ze západního Londýna.

### Yeovil Town
Po přestupu z Westhamu začal nastupovat v tomto třetiligovém týmu. V Sezoně 2012/13 pomohl k postupu do Football League Championship (anglická 2. liga). Yeovil Town se však v ní udržel pouze jednu sezonu 2013/14, po ní opět spadl do třetí ligy. Štěchovi skončila smlouva a mohl tak odejít zadarmo.

### AC Sparta Praha
Po sestupu Yeovil Townu do třetí ligy se Štěch vrátil v létě 2014 do Sparty Praha, kde začínal s fotbalem. Společně s dalším gólmanem Davidem Bičíkem se stal náhradou za odcházejícího brankáře Tomáše Vaclíka. Na začátku sezony dostal přednost v bráně jeho konkurent Bičík. První soutěžní zápas absolvoval Štěch 22. července 2014 v odvetě 2. předkola Ligy mistrů UEFA proti estonskému klubu FC Levadia Tallinn (remíza 1:1). Sparta s celkovým skóre 8:1 postoupila do 3. předkola.
V závěru podzimní části sezony 2014/15 vystřídal v bráně Sparty Davida Bičíka, kterého sužovaly problémy s patou. S týmem se představil v základní skupině I Evropské ligy 2014/15, kde číhali soupeři BSC Young Boys (Švýcarsko), SSC Neapol (Itálie) a ŠK Slovan Bratislava (Slovensko).
Debut v 1. české lize absolvoval 9. listopadu 2014 proti domácímu týmu 1. FC Slovácko, vychytal výhru 2:0.
V zimní pauze sezóny 2014/15 se po zranění Davida Bičíka stal ve Spartě brankářskou jedničkou. V sezóně 2015/16 se vrátil do brány David Bičík a Štěch se stal náhradníkem. Ve Spartě Štěch odchytal celkem 19 ligových utkání.

### Luton Town FC
14. června 2017 přestoupil do anglického klubu Luton Town FC hrajícího EFL League Two (4. patro anglických ligových soutěží).

## Reprezentační kariéra
Českou republiku reprezentoval ve výběrech U17 a U21. Největším týmovým úspěchem je účast ve finále proti Rusku na Mistrovství Evropy U17 2006 v Lucembursku za český výběr U17 (prohra na penalty). Debut v dresu české jednadvacítky absolvoval 29. 3. 2009 proti Jižní Koreji (remíza 2:2).
13. května 2014 byl trenérem Pavlem Vrbou nominován do české seniorské reprezentace na dvojici přátelských zápasů proti Finsku (21. května) a Rakousku (3. června). Do utkání proti Finsku nezasáhl, celý zápas odchytal Tomáš Vaclík. Debutoval až 3. června 2014 v přátelském utkání na Andrově stadionu v Olomouci proti Rakousku (prohra 1:2).

## Kontroverze
V roce 2013 na sebe upoutal pozornost, když na svůj profil na Twitteru napsal jakožto bývalý sparťan na adresu rivala, celku SK Slavia Praha: Jude Slavie, Slavie – zasraný Židi. Za svoje výroky se posléze omluvil.